# ロバート・ホワイト (プロレスラー)
ロバート・ホワイト（Robert "Bubba" White、1960年12月18日 - ）は、アメリカ合衆国の元プロレスラー。ペンシルベニア州ピッツバーグ出身。
ムーンドッグ・スプラット（Moondog Splat）、ジャイアント・ゴライアス（Giant Goliath）などをリングネームに、スーパーヘビー級のラフ&パワーファイターとして活動した。

## 来歴
デビュー後の1986年より、テネシー州メンフィスのCWAを主戦場に、ゴライアス（Goliath）のリングネームで活動。マネージャーのダウンタウン・ブルーノ率いるヒール軍団「ダウンタウン・コネクション」の一員となって、同じくスーパーヘビー級のビッグ・ババと超大型のタッグチームを結成。1987年2月22日、ジェフ・ジャレット&パット・タナカを破りAWA南部タッグ王座を獲得する。
以降、ジェリー・ローラー&バンバン・ビガロなどのチームを相手に防衛戦を行い、4月6日にロッキー・ジョンソン&ソウル・トレイン・ジョーンズに敗れるまでタイトルを保持した。戴冠中の3月9日には、マーティ・ジャネッティ&ショーン・マイケルズのミッドナイト・ロッカーズが保持していたAWA世界タッグ王座に挑戦している。
1991年2月、ジャイアント・ゴライアス（Giant Goliath）としてSWSに初来日。7日の長崎国際体育館大会では、北尾光司とのシングルマッチが行われた。3月の再来日ではWWFから参戦していたティト・サンタナやザ・バーバリアンと組んでのタッグマッチで天龍源一郎とも対戦している。翌1992年5月18日にはWWFのTVショーに出場し、ダーク・マッチでサンタナと対戦したが、WWFにレギュラー参戦することはなかった。
1993年2月1日、ザ・ムーンドッグスの新メンバー、ムーンドッグ・スプラット（Moondog Splat）に変身してCWAの後継団体USWAに登場。ムーンドッグ・スポットのパートナーとなり、デビュー当日にブルーズ・ブラザーズからUSWA世界タッグ王座を奪取する。以降もブライアン・クリストファー&スコッティ・フラミンゴやハーレム・ナイツ（ネルソン・ナイト&ボビー・ナイト）などを抗争相手に、4月12日にサザン・ロッカーズ（スティーブ・ドール&レックス・キング）に明け渡すまで、同王座を通算4回獲得した。同年11月にはムーンドッグ・スパイクとのコンビでW★INGプロモーションに来日、ザ・ヘッドハンターズや邪道&外道と対戦した。
その後は地元のペンシルベニアを中心としたインディー団体に単発出場し、USWL（ユナイテッド・ステーツ・レスリング・リーグ）では1994年4月29日と30日にジム・ドゥガンと連戦。1995年3月26日にはババ・ホワイト（Bubba White）をリングネームに、SCW（スティール・シティ・レスリング）においてカクタス・ジャックのSCWヘビー級王座に挑戦した。1996年9月には石川敬士が主宰していた新東京プロレスにビル・ホワイト名義で来日、アブドーラ・ザ・ブッチャーともタッグを組んだ。

## 獲得タイトル
コンチネンタル・レスリング・アソシエーション
- AWA南部タッグ王座：1回（w / ビッグ・ババ）[4]

ユナイテッド・ステーツ・レスリング・アソシエーション
- USWA世界タッグ王座：4回（w / ムーンドッグ・スポット）[8]